# Грибоедов, Александр Сергеевич

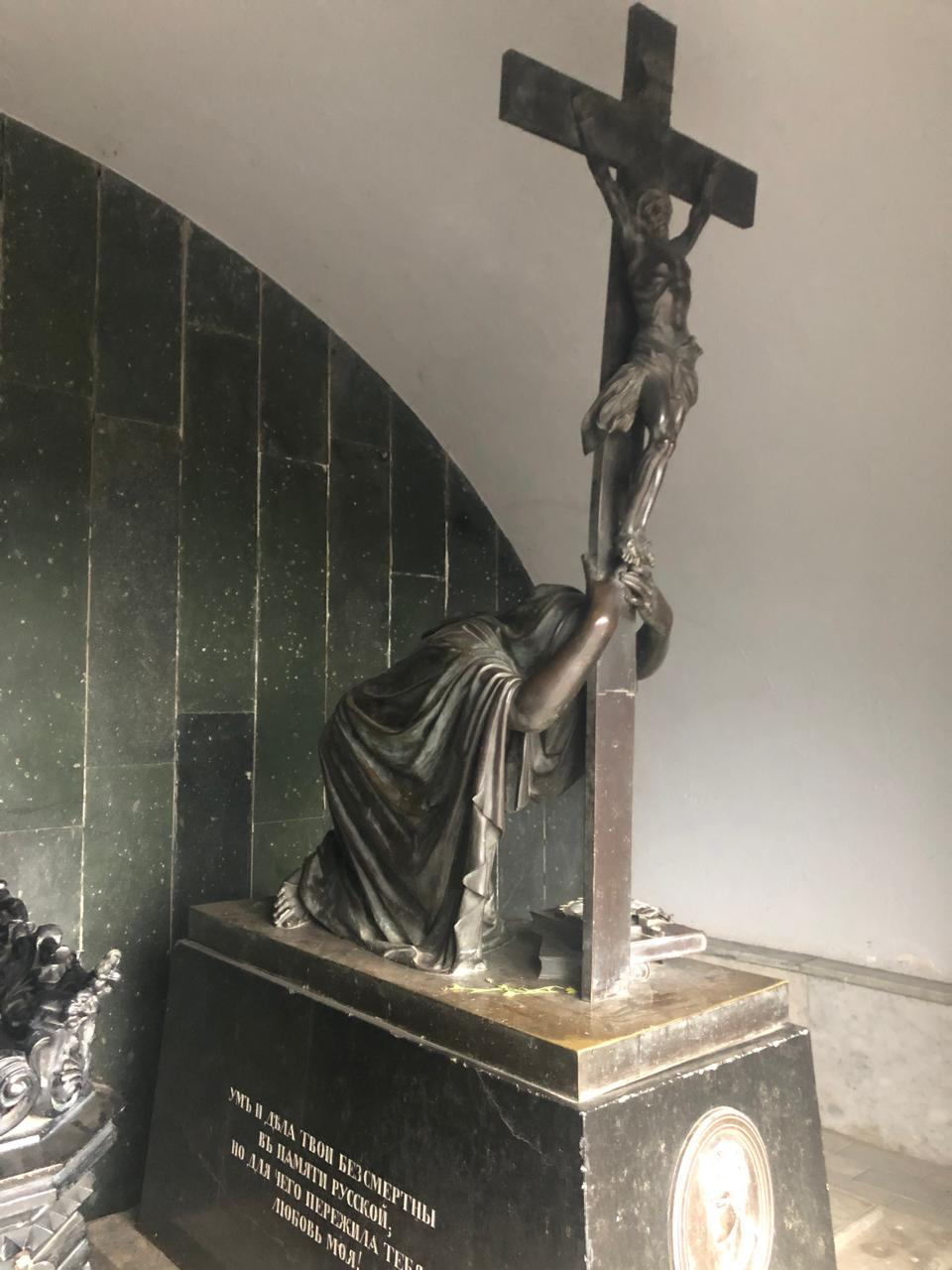
Надгробный памятник на горе Мтацминда

Алекса́ндр Серге́евич Грибое́дов (4 (15) января 1795, Москва — 30 января (11 февраля) 1829, Тегеран) — русский писатель, прозаик, драматург, дипломат, лингвист, историк, востоковед, пианист и композитор. Статский советник (1828).
Грибоедов известен прежде всего благодаря пьесе в стихах «Горе от ума» (1824), поставленной впервые на территории Эриванской крепости (1827). Пьеса «Горе от ума» до сих пор часто ставится в театрах России. Она послужила источником многочисленных крылатых фраз.

## Биография

### Происхождение и ранние годы
Грибоедов родился в Москве, в обеспеченной родовитой семье. Его предок, Ян Гржибовский (пол. Jan Grzybowski), в начале XVII века переселился из Польши в Россию. Фамилия Грибоедов представляет собой своеобразный перевод фамилии Гржибовский. Фёдор Акимович Грибоедов при царе Алексее Михайловиче был разрядным дьяком и одним из пяти составителей Соборного уложения 1649 года.
- Отец — Сергей Иванович Грибоедов (1761—1814), отставной секунд-майор;
- Мать — Анастасия Фёдоровна (1768—1839), в девичестве также Грибоедова — из смоленской ветви этого рода, причём её семейство было богаче и считалось более знатным[5];
- Сестра — Мария Сергеевна Грибоедова (Дурново);
- Брат — Павел (умер во младенчестве);[6]
- Жена — Нина Александровна Чавчавадзе (груз. ნინო ჭავჭავაძე) (4 ноября 1812 — 28 июня 1857).

По свидетельству родственников, в детстве Александр был очень сосредоточен и необыкновенно развит. Существуют сведения, что он приходился внучатым племянником Александру Радищеву (это тщательно скрывал сам драматург). В 6-летнем возрасте свободно владел тремя иностранными языками, в юности уже шестью, в частности в совершенстве французским, итальянским, немецким и английским языками. Очень хорошо понимал латынь и древнегреческий язык.
Получил домашнее образование под руководством учёного-энциклопедиста Ивана Петрозилиуса. В 1803 году Грибоедова отдали в Московский университетский благородный пансион. 30 января 1806 года Грибоедов был зачислен в студенты словесного факультета Московского университета. По воспоминаниям его университетского товарища В. И. Лыкошина, Грибоедов посещал лекции в сопровождении своего гувернёра и «в ребячестве… учился посредственно», тем не менее, после полутора лет учёбы выдержал экзамен на учёную степень кандидата словесности в 1808 году (в возрасте 13 лет).
В период учёбы Грибоедов посещал литературные собрания дворян — студентов Московского университета в доме князя Ивана Щербатова, куда входили его кузены Михаил и Пётр Чаадаевы, их учитель — поэт Захар Буринский, смоленский земляк Грибоедова Иван Якушкин и другие. Вместе с братьями Чаадаевыми, Якушкиным и Щербатовым Грибоедов учился частным образом у профессора Иоганна Теофила Буле, которого впоследствии называл своим главным университетским наставником. Лекции Буле пробудили в Грибоедове интерес к русской истории, сформировали «вкус и мнение» в литературе. Университетские споры тех лет были предметом первого приложения Грибоедовым сатирического таланта: соперничество немецких и русских профессоров (в частности, борьба между Буле и Михаилом Каченовским, претендовавшим на занимаемую первым университетскую кафедру) отразилось в сюжете комедии Грибоедова «Дмитрий Дрянской» (около 1810, не сохранилась).
Углублённые занятия с Буле привели к тому, что Грибоедов возобновил посещение Московского университета: в 1810/1811 учебном году как вольнослушатель, а в 1811/1812 вновь в качестве своекоштного студента на этико-политическом (юридическом) отделении философского факультета. Слушал лекции профессоров Филиппа Христиана Рейнгарда, Христиана Юлия Людвига Штельцера, Христиана фон Шлёцера и Николая Сандунова, брал уроки латинского языка у своего товарища Василия Шнейдера, готовясь к испытаниям на степень доктора прав. Получил степень кандидата прав и остался в университете для изучения математики и естественных наук. Среди университетских приятелей этого времени — Михаил Муравьёв (впоследствии Муравьёв-Виленский) и Александр Панин.
В июле 1812 года Грибоедов в последний раз встречался с Буле, который познакомил его с находящимся в Москве в свите императора Александра I прусским министром в изгнании Генрихом Фридрихом фон Штейном.

### Военная служба
Летом, во время Отечественной войны 1812 года, когда неприятель появился на территории России, он вступил в добровольческий Московский гусарский полк графа Петра Салтыкова, получившего дозволение на его формирование. Прибыв на место службы, он попал в компанию «юных корнетов из лучших дворянских фамилий» — князя Голицына, графа Ефимовского, графа Толстого, Алябьева, Шереметева, Ланского, братьев Шатиловых. С некоторыми из них Грибоедов состоял в родстве. Впоследствии он писал в письме к Степану Никитичу Бегичеву: «Я в этой дружине всего побыл 4 месяца, а теперь 4-й год как не могу попасть на путь истинный». Бегичев ответил на это так:

Но едва приступили к формированию, как неприятель вошёл в Москву. Полк этот получил повеление идти в Казань, а по изгнании неприятелей, в конце того же года, предписано ему было следовать в Брест-Литовск, присоединиться к разбитому иркутскому драгунскому полку и принять название иркутского гусарского. С. Н. Бегичев— 
8 сентября 1812 г. корнет Грибоедов заболел и остался во Владимире. Предположительно вплоть до 1 ноября 1812 года он из-за болезни не появлялся в расположении полка.
До 1815 года Грибоедов служил в чине корнета под командованием генерала от кавалерии Андрея Кологривова. Первые литературные опыты Грибоедова — «Письмо из Брест-Литовска к издателю», очерк «О кавалерийских резервах» и комедия «Молодые супруги» (переделка французской комедии «Le secret du ménage» Крезе де Лессера) — относятся к 1814 году. В статье «О кавалерийских резервах» Грибоедов выступил в качестве исторического публициста.
Восторженно-лирическое «Письмо из Брест-Литовска к издателю», опубликованное в «Вестнике Европы», написано им после награждения Кологривова в 1814 году орденом Святого Владимира 1-й степени и праздника 22 июня (4 июля) в Брест-Литовске, в кавалерийских резервах, по этому поводу.

### В столице
В 1815 году Грибоедов приехал в Петербург, где познакомился с издателем журнала «Сын Отечества» Николаем Гречем и знаменитым драматургом Николаем Хмельницким.
Весной 1816 года начинающий писатель оставил военную службу, а уже летом опубликовал статью «О разборе вольного перевода Бюргеровой баллады „Ленора“» — отзыв на критические замечания Николая Гнедича о балладе Павла Катенина «Ольга».
Тогда же имя Грибоедова появляется в списках действительных членов масонской ложи «Соединённые друзья». В начале 1817 года Грибоедов стал одним из учредителей масонской ложи «Du Bien» («Благо»).
В марте 1816 года Грибоедов сделал попытку вернуться к учёной карьере, намереваясь отправиться в Дерптский университет, однако 9 июля 1817 года поступил на дипломатическую службу в Коллегию иностранных дел в чине губернского секретаря, 31 декабря того же года был назначен переводчиком. К этому периоду жизни литератора также относятся его знакомства с Александром Пушкиным и Вильгельмом Кюхельбекером, работа над стихотворением «Лубочный театр» (ответ на критику Михаила Загоскина в адрес «Молодых супругов»), комедиями «Студент» (совместно с Павлом Катениным), «Притворная неверность» (совместно с Андреем Жандром переделал комедию Барта «Les fausses infidelités», причём Жандру принадлежат лишь XII и XIII явления), «Своя семья, или Замужняя невеста» (в соавторстве с Александром Шаховским и Николаем Хмельницким; перу Грибоедова принадлежат пять сцен для второго действия).

### Дуэль
В 1817 году в Петербурге произошла знаменитая «четверная дуэль» Завадовского — Шереметева и Грибоедова — Якубовича.
Грибоедов жил у Завадовского и, будучи приятелем известной танцовщицы Санкт-Петербургского балета Авдотьи Истоминой, после представления привез её к себе (естественно, в дом Завадовского), где она задержалась на двое суток. Кавалергард Шереметев, уже двухлетний любовник юной Истоминой, был с ней в ссоре и находился в отъезде, но когда вернулся, то подстрекаемый корнетом лейб-гвардии Уланского полка Александром Якубовичем, вызвал Завадовского на дуэль. Секундантом Завадовского стал Грибоедов, а Шереметева — Якубович; оба также обещали драться.
Первыми вышли к барьеру Завадовский и Шереметев. Завадовский, отличный стрелок, разъярился на стрелявшего первым и метившего в его шею промахнувшегося противника и подозвав того к барьеру смертельно ранил Шереметева в живот. Поскольку Шереметева надо было немедленно везти в город, Якубович и Грибоедов отложили свой поединок. Он состоялся в следующем, 1818 году, в Грузии. Якубович был переведён в Тифлис по службе, там же оказался проездом и Грибоедов, направляясь с дипломатической миссией в Персию.
Грибоедов был ранен в кисть левой руки. Именно по этому ранению удалось впоследствии опознать обезображенный труп Грибоедова, убитого религиозными фанатиками во время разгрома русского посольства в Тегеране.

### На Востоке
В 1818 году Грибоедов, отказавшись от места чиновника русской миссии в США, получил назначение на должность секретаря при царском поверенном в делах в Персии Симоне Мазаровиче. Перед отъездом в Тегеран завершил работу над «Пробами интермедии». К месту службы отправился в конце августа, спустя два месяца (с кратковременными остановками в Новгороде, Москве, Туле и Воронеже) прибыл в Моздок, по дороге в Тифлис составил подробный дневник с описанием своих переездов.
В начале 1819 года Грибоедов завершил работу над ироничным «Письмом к издателю из Тифлиса от 21 января» и, вероятно, стихотворением «Прости, Отечество!», тогда же отправился в свою первую командировку к шахскому двору. По дороге в назначенное место через Тебриз (январь — март) продолжил вести путевые записки, начатые в прошлом году. В августе вернулся и принялся хлопотать за участь русских солдат, находившихся в иранском плену. В сентябре во главе отряда пленных и беглецов выступил из Тебриза в Тифлис, куда прибыл уже в следующем месяце. Некоторые события этого путешествия описаны на страницах грибоедовских дневников (за июль и август-сентябрь), а также в повествовательных фрагментах «Рассказ Ва́гина» и «Ананурский карантин».
В январе 1820 года Грибоедов снова отправился в Персию, дополнив журнал путевых дневников новыми записями. Здесь, обременённый служебными хлопотами, он провёл больше полутора лет. Пребывание в Персии невероятно тяготило писателя-дипломата, и осенью следующего, 1821 года по состоянию здоровья (из-за перелома руки) ему, наконец, удалось перевестись в Грузию. Там он сблизился с прибывшим сюда же на службу Кюхельбекером и начал работу над черновыми рукописями первой редакции «Горя от ума».
С февраля 1822 года Грибоедов — секретарь по дипломатической части при чрезвычайном и полномочном после России в Персии генерале Алексее Ермолове. Этим же годом нередко датируется и работа автора над драмой «1812 год» (по всей видимости, приуроченная к десятилетнему юбилею победы России в войне с наполеоновской Францией).
В начале 1823 года Грибоедов на время покинул службу и вернулся на родину, в течение двух с лишним лет жил в Москве, в селе Дмитровском (Лакотцы) Тульской губернии, в Петербурге. Здесь автор продолжил начатую на Кавказе работу с текстом «Горя от ума», к концу года написал стихотворение «Давид», драматургическую сцену в стихах «Юность Вещего», водевиль «Кто брат, кто сестра, или Обман за обманом» (совместно с Петром Андреевичем Вяземским) и первую редакцию знаменитого вальса «e-moll». К этому же периоду жизни Грибоедова принято относить и появление первых записей его «Desiderata» — журнала заметок по дискуссионным вопросам русской истории, географии и словесности.
Следующим, 1824 годом датируются писательские эпиграммы на Михаила Дмитриева и Александра Писарева («И сочиняют — врут! и переводят — врут!..», «Как распложаются журнальные побранки!..»), повествовательный фрагмент «Характер моего дяди», очерк «Частные случаи петербургского наводнения» и стихотворение «Телешовой». В конце этого же года (15 декабря) Грибоедов стал действительным членом Вольного общества любителей российской словесности.

### На юге
В начале мая 1825 года, в связи со срочной необходимостью вернуться к месту службы, литератор отказался от намерения посетить Европу и уехал на Кавказ. Впоследствии он выучит арабский, турецкий, грузинский и персидский языки. Первым преподавателем, обучавшим Грибоедова персидскому языку, был Мирза Джафар Топчибашев. Накануне этой поездки он завершил работу над вольным переводом «Пролога в театре» из трагедии «Фауст», по просьбе Фаддея Булгарина составил примечания к «Необыкновенным похождениям и путешествиям…» Дементия Ивановича Цикулина, напечатанные в апрельских номерах журнала «Северный архив» за 1825 год. По дороге в Грузию наведался в Киев, где встретил видных участников будущего движения декабристов (Михаила Бестужева-Рюмина, Артамона Муравьёва, Сергея Муравьёва-Апостола и Сергея Трубецкого), некоторое время прожил в Крыму, посещая имение своего давнего приятеля Александра Петровича Завадовского. Грибоедов путешествовал по горам полуострова, разрабатывал план величественной трагедии о Крещении древних русичей и вёл подробный дневник, опубликованный лишь через три десятилетия после смерти автора. По утвердившемуся в науке мнению именно под влиянием южной поездки им была написана сцена «Диалог половецких мужей».

### Арест
По возвращении на Кавказ Грибоедов, вдохновлённый участием в экспедиции генерала Алексея Вельяминова, написал известное стихотворение «Хищники на Чегеме». В январе 1826 года он был арестован в крепости Грозная по подозрению в принадлежности к декабристам. Грибоедова привезли в Петербург, однако следствие не смогло найти доказательств его принадлежности к тайному обществу. За исключением Кондратия Рылеева, Александра Бригена, Евгения Оболенского, Николая Оржицкого и С. Трубецкого, никто из подозреваемых не дал показаний на Грибоедова. Под следствием он находился до 2 июня 1826 года. Так как доказать его участие в заговоре не удалось, а сам он категорически отрицал свою к нему причастность, его по Высочайшему повелению освободили из-под ареста с «очистительным аттестатом», повышением в следующий чин и выдачей «не в зачёт» годового жалования. Но на некоторое время за Грибоедовым был установлен негласный надзор.

### Возвращение на службу
В сентябре 1826 года вернулся на службу в Тифлис и продолжил дипломатическую деятельность. Во время Русско-персидской войны активно участвовал в переговорах с представителями персидского шаха и разработке ключевых условий выгодного для России Туркманчайского мирного трактата (1828). В своём рапорте Николаю I командующий русскими войсками Иван Фёдорович Паскевич высоко оценил роль Грибоедова в получении от Персии огромной по тем временам контрибуции в 20 млн рублей серебром: «Ему я обязан мыслью не приступать к заключению трактата прежде получения вперед части денег, и последствия доказали, что без сего долго бы мы не достигли в деле сем желаемого успеха». По поручению генерала Паскевича Грибоедов доставил в Петербург донесение о заключенном мире. Был назначен министром-резидентом (послом) в Иран; по пути на место назначения вновь провёл несколько месяцев в Тифлисе и женился там 22 августа (3 сентября) 1828 года на княжне Нине Александровне Чавчавадзе, с которой ему довелось прожить всего несколько недель.

### Гибель в Персии
Иностранные посольства располагались не в столице Каджаров, а во второй столице государства в Тавризе, при дворе принца Аббаса-Мирзы (ныне Музей Каджаров), но вскоре по прибытии в Каджарское государство миссия отправилась представляться Фетх Али-шаху в Тегеран. Во время этого визита Грибоедов погиб: 30 января 1829 года толпа из тысяч религиозных фанатиков, возмущённых укрывательством в посольстве грузин и армян, перебила всех находившихся в посольстве, кроме секретаря Ивана Сергеевича Мальцова. День разгрома посольства — 30 января, или 6 шаабана 1244 года хиджры, — был первой годовщиной подписания Туркманчайского договора.
Обстоятельства разгрома русской миссии описываются по-разному, однако Мальцов был очевидцем событий, и он не упоминает о гибели Грибоедова, только пишет, что человек 15 оборонялись у дверей комнаты посланника. Вернувшись в Россию, он написал, что было убито 37 человек в посольстве (все, кроме него одного) и 19 тегеранских жителей. Сам он спрятался в другом помещении и, по сути, мог описать только то, что слышал. Все оборонявшиеся погибли, и прямых свидетелей не осталось.
Согласно же «Реляции происшествий, предварявших и сопровождавших убиение членов последнего российского посольства в Персии», в составе российского посольства погибли «Помимо Грибоедова … Аделунг — второй секретарь посольства; врач; Дадаш-бег и Рустем-бег — заведующие прислугой … конвой из 16 кубанских казаков и 30 человек прислуги — магометан, русских, грузин и армян».

Риза-Кули пишет, что был убит Грибоедов с 37 товарищами, а из толпы было убито 80 человек. Его тело было настолько изуродовано, что его опознали только по следу на кисти левой руки, полученному в знаменитой дуэли с Якубовичем. Пушкин в «Путешествии в Арзрум» пишет: 
Не думал я встретить уже когда-нибудь нашего Грибоедова! Я расстался с ним в прошлом году, в Петербурге, перед отъездом его в Персию. Он был печален, и имел странные предчувствия. Я было хотел его успокоить, он мне сказал: Vous ne connaissez pas ces gens-là: vous verrez qu’il faudra jouer des couteaux. [Вы не знаете этих людей! Вы увидите, что дело дойдет до ножей! (фр.)]. Он полагал, что причиною кровопролития будет смерть шаха и междоусобица его семидесяти сыновей. Но престарелый шах еще жив, а пророческие слова Грибоедова сбылись. Он погиб под кинжалами персиян, жертвой невежества и вероломства. Обезображенный труп его, бывший три дня игралищем тегеранской черни, узнан был только по руке, некогда простреленной пистолетною пулею.
В научной литературе этот пушкинский отрывок неоднократно подвергался критике и характеризовался как вымысел. Он противоречит документальным свидетельствам о воинских почестях, с которыми гроб Грибоедова перевозили на самом деле. Согласно отчёту генерального консула России в Тебризе Андрея Амбургера, от Тегерана до границы с Россией тело дипломата сопровождал отряд из 50 всадников во главе с Кеиб Али-султаном, а от границы до Тифлиса — батальон 2-го Тифлисского полка во главе с генерал-майором Мерлини.
Убийство Грибоедова было одним из немногих случаев убийства русских дипломатов за границей. В следующий раз подобная трагическая история произошла только в 1880 году, когда русский военный атташе в Турции Макс Куммерау был убит в сходных исторических обстоятельствах (Турция за два года до того проиграла России очередную войну).

## После смерти

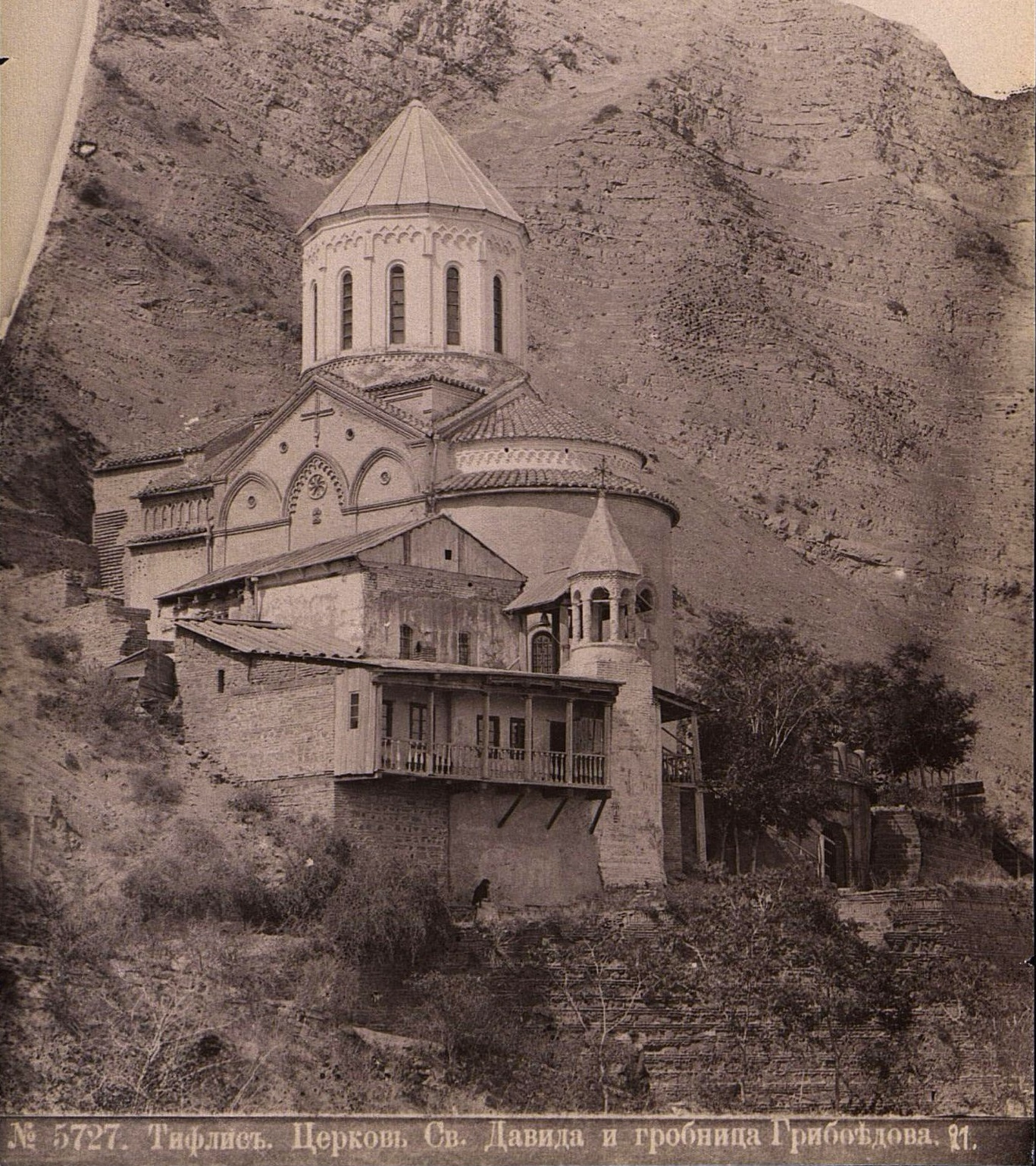
Тифлис. Церковь Святого Давида и гробница А. С. Грибоедова. Конец XIX века

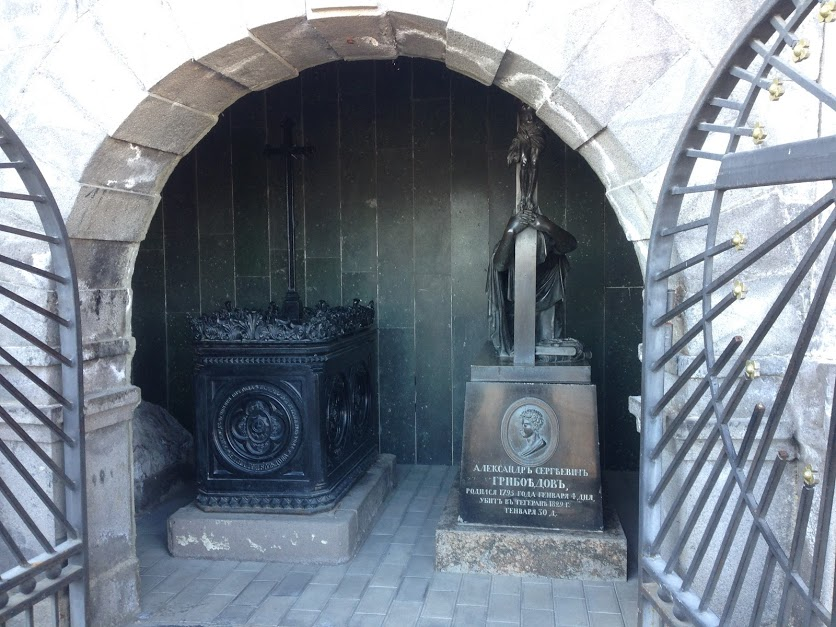
Грот с могилами А. С. Грибоедова и Нины Чавчавадзе на горе Мтацминда

Улаживать дипломатический скандал персидский шах послал в Петербург своего внука. В возмещение пролитой крови он привёз Николаю I богатые дары, в их числе был алмаз «Шах». Некогда этот великолепный алмаз, обрамлённый множеством рубинов и изумрудов, украшал трон Великих Моголов. Теперь он представлен в коллекции Алмазного фонда.
В июне 1829 года Грибоедов был похоронен в гроте под церковью Святого Давида на горе Мтацминда в окрестностях Тифлиса, где он жил в начале 1820-х годов. Желательное место своего захоронения он сам в своё время называл жене. Спустя 100 лет — в 1929 году, к 100-летней годовщине со дня гибели Грибоедова в Персии, на этом месте был официально открыт властями тбилисский пантеон.
Надгробие Грибоедова венчает памятник в виде плачущей вдовы. Надгробие — шедевр позднеклассистической школы, выполнено по проекту В. И. Демут-Малиновского.
Изначально оно было создано для могилы Новосильцева — участника знаменитой дуэли, похороненного в Новоспасском монастыре в Москве. Нина Грибоедова сама заказала копию скульптурного надгробия для могилы своего мужа, а на могильной плите она распорядилась выбить строки: «Ум и дела твои бессмертны в памяти русской, но для чего пережила тебя любовь моя!».
Летом 1830 года на могиле Грибоедова побывал Александр Пушкин. Позднее он писал в «Путешествии в Арзрум», что встретил арбу в 1829 году с телом Грибоедова на горном перевале, впоследствии названном Пушкинским, у армянского села Гаргар (ныне Пушкино).

## Творчество

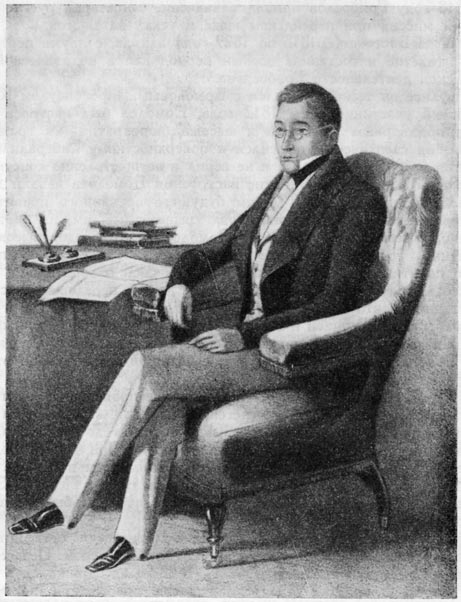
Александр Сергеевич Грибоедов. Акварельный портрет работы Петра Андреевича Каратыгина

По литературной позиции Грибоедов относится (по классификации Юрия Тынянова) к так называемым «младшим архаистам»: его ближайшие литературные союзники — Павел Катенин и Вильгельм Кюхельбекер; впрочем, ценили его и «арзамасцы», например, Пушкин и Вяземский, а среди его друзей — такие разные люди, как Пётр Чаадаев и Фаддей Булгарин.
В 1815 году Александр Сергеевич перевел с французского пьесу Мариво и выпустил её под названием «Молодые супруги». Она была поставлена в Малом театре и стала литературным и сценическим дебютом драматурга.
Ещё в годы учёбы в Московском университете Грибоедов пишет стихотворения (до нас дошли только упоминания), создаёт пародию на произведение Владислава Озерова «Дмитрий Донской» — «Дмитрий Дрянской». В 1814 году в «Вестнике Европы» выходят две его корреспонденции: «О кавалерийских резервах» и «Письмо редактору». В 1815 году он публикует комедию «Молодые супруги» — пародию на французские комедии, составлявшие русский комедийный репертуар в то время. Автор использует очень популярный жанр «светской комедии» — произведения с небольшим числом персонажей и установкой на остроумность. В русле полемики с Жуковским и Гнедичем о русской балладе Грибоедов пишет статью «О разборе вольного перевода „Леноры“» (1816).
В 1817 году в свет выходит комедия Грибоедова «Студент». По свидетельствам современников, небольшое участие в ней принимал Катенин, но скорее его роль в создании комедии ограничивалась редактурой. Произведение имеет полемический характер, направлено против «младших карамзинистов», пародируя их произведения, тип художника сентиментализма. Основной пункт критики — отсутствие реализма.
Приёмы пародирования: введение текстов в бытовой контекст, утрированное использование перифрастичности (все понятия в комедии даются описательно, ничего не названо прямо). В центре произведения — носитель классицистичного сознания (Беневольский). Все знания о жизни почерпнуты им из книг, все события воспринимаются сквозь опыт чтения. Сказав «я это видел, я это знаю», подразумевает «я читал». Герой стремится разыграть книжные истории, жизнь ему кажется неинтересной. Лишённость реального чувства действительности позже Грибоедов повторит в «Горе от ума» — это черта Чацкого.
В 1817 году Грибоедов принимает участие в написании «Притворной неверности» совместно с Андреем Жандром. Комедия представляет собой обработку французской комедии Николя Барта. В ней появляется персонаж Рославлев, предшественник Чацкого. Это странный молодой человек, находящийся в конфликте с обществом, произносящий критические монологи. В этом же году выходит комедия «Своя семья, или замужняя невеста», аналогично предыдущей написанная в соавторстве с Александром Шаховским и Николаем Хмельницким.
Написанное до «Горя от ума» ещё очень незрело либо создано в соавторстве с более опытными на тот момент писателями (Катенин, Шаховской, Жандр, Вяземский); задуманное после «Горя от ума» — либо вовсе не написано (трагедия о князе Владимире Великом), либо не доведено дальше черновых набросков (трагедии о князьях Владимире Мономахе и Фёдоре Рязанском), либо написано, но в силу ряда обстоятельств не известно современной науке. Из поздних опытов Грибоедова наиболее заметны драматические сцены «1812 год», «Грузинская ночь», «Родамист и Зенобия». Особого внимания заслуживают и художественно-документальные сочинения автора (очерки, дневники, эпистолярий).
Хотя мировая известность и пришла к Грибоедову благодаря лишь одной книге, его не следует считать «литературным однодумом», исчерпавшим свои творческие силы в работе над «Горем от ума». Реконструктивный анализ художественных замыслов драматурга позволяет увидеть в нём талант создателя подлинно высокой трагедии, достойной Уильяма Шекспира, а писательская проза свидетельствует о продуктивном развитии Грибоедова как самобытного автора литературных «путешествий».

### «Горе от ума»
Комедия в стихах «Горе от ума» задумана в Петербурге около 1816 года и закончена в Тифлисе в 1824 году (окончательная редакция — авторизованный список, оставленный в Петербурге у Булгарина, — 1828 год). В России входит в школьную программу 9 класса (во времена СССР — в 8 классе).
Комедия «Горе от ума» — вершина русской драматургии и поэзии. Яркий афористический стиль способствовал тому, что она вся «разошлась на цитаты».
«Никогда ни один народ не был так бичуем, никогда ни одну страну не волочили так в грязи, никогда не бросали в лицо публике столько грубой брани, и, однако, никогда не достигалось более полного успеха» (П. Чаадаев, в «Апологии сумасшедшего»).
«Его „Горе от ума“ без искажений и сокращений вышло в 1862 году, когда самого Грибоедова, погибшего от рук фанатиков в Иране, уже более 30 лет не было на этом свете. Написанная как никогда вовремя — накануне восстания декабристов — пьеса стала ярким поэтическим памфлетом, обличающим царствующий режим. Впервые так смело и откровенно поэзия ворвалась в политику. И политика уступила, — написала в эссе „Александр Сергеевич Грибоедов. Горе от ума“ (в авторской рубрике „100 книг, которые потрясли мир“ в журнале „Юность“) Елена Сазанович. — Пьеса в рукописном виде прошлась по всей стране. Грибоедов в очередной раз съязвил, назвав „Горе от ума“ комедией. Шутка ли?! Около 40 тысяч экземпляров, переписанных от руки. Ошеломляющий успех. Это был откровенный плевок в высшее общество. И высшее общество над комедией не смеялось. Утерлось. И Грибоедова не простило…».

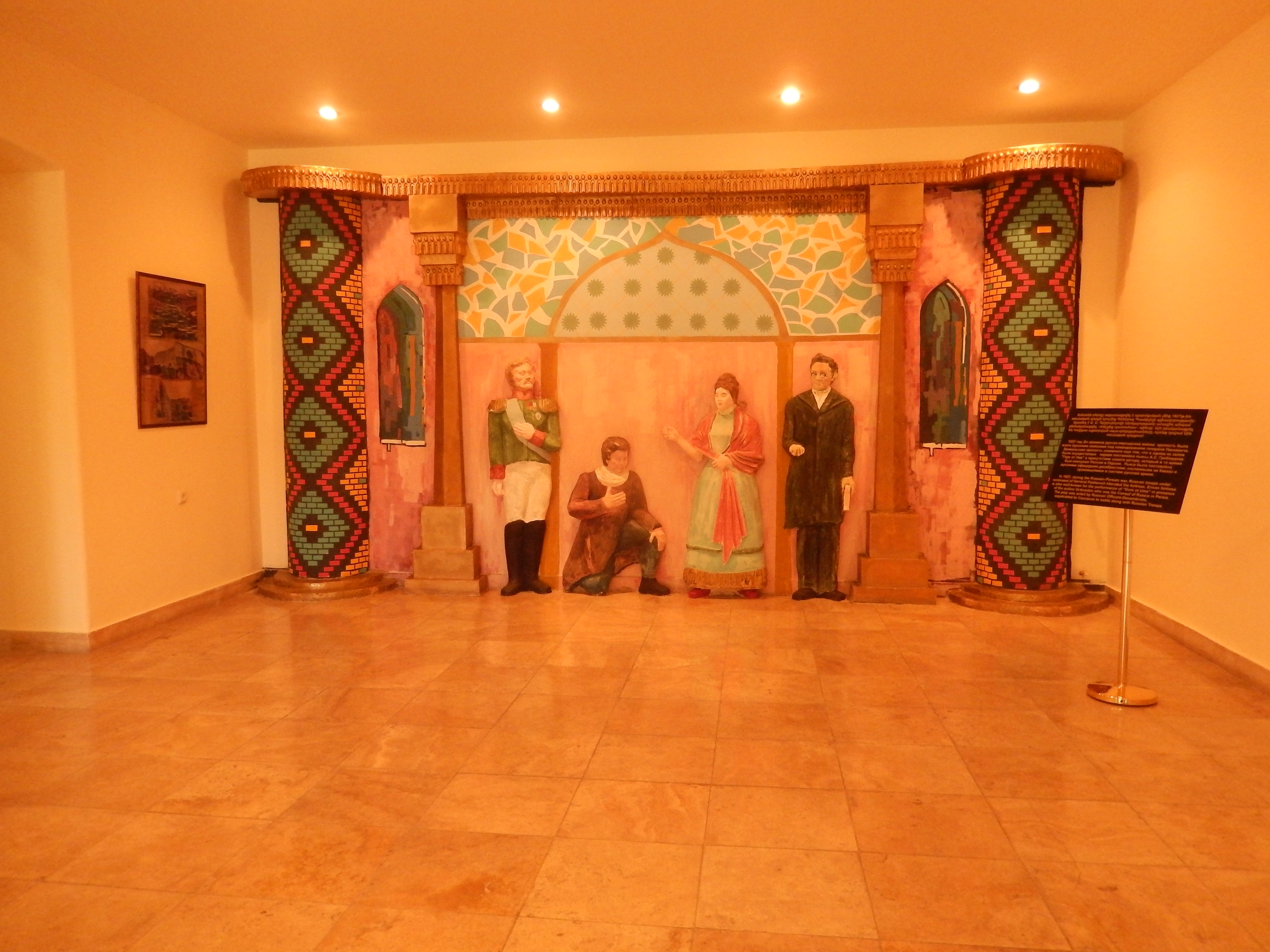
Точное место, где впервые была поставлена пьеса. Эриванская крепость. Сегодня — территория Ереванского комбината «Арарат»
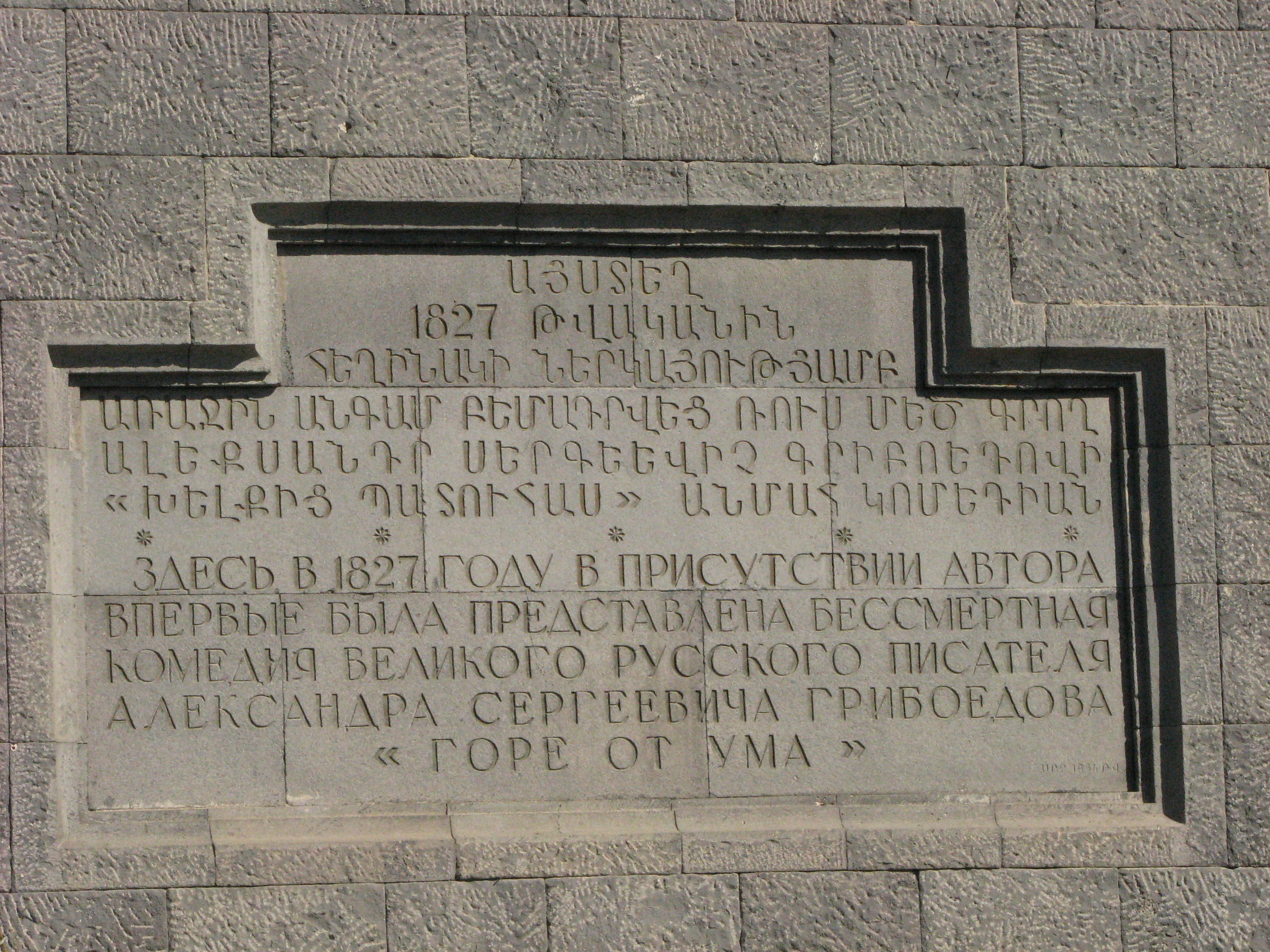
Памятная надпись на стене комбината

### Музыкальные произведения
Написанные Грибоедовым немногочисленные музыкальные произведения обладали великолепной гармонией, стройностью и лаконичностью. Он — автор нескольких фортепианных пьес, среди которых наибольшую известность имеют два вальса для фортепиано. Некоторые произведения, в том числе фортепианная соната — самое серьёзное музыкальное произведение Грибоедова, до нас не дошли. Вальс ми минор его сочинения считается первым русским вальсом, дошедшим до наших дней. По воспоминаниям современников, Грибоедов был замечательным пианистом, его игра отличалась подлинным артистизмом.
Грибоедов написал 2 вальса: Вальс ля-бемоль мажор и Вальс ми минор в 1823 и 1824 гг. соответственно.

### Проект учреждения Российской закавказской компании
В сентябре 1828 года Грибоедов совместно с управляющим казённой экспедицией в Грузии Петром Завелейским завершил работу над «Проектом учреждения Российской закавказской компании». В проекте с целью развития торговли и промышленности Закавказья предполагалось создать автономную управляющую компанию с обширными административными, экономическими и дипломатическими полномочиями для управления Закавказьем. Проект, в отличие от других предложений Грибоедова, не был одобрен управляющим Кавказским краем Иваном Паскевичем по причине предполагаемой монополизации местной промышленности и торговли.
Обширный раздел творческого наследия Грибоедова составляют его письма.

## Награды
- Орден Святой Анны II степени с алмазными знаками (14 [26] марта 1828 года)[47]
- Орден Льва и Солнца I степени (Персия, 1829 год)[48]
- Орден Льва и Солнца II степени (Персия, 1819 год)[49]

## Образ А. С. Грибоедова в драматургии и литературе
- Юрий Тынянов. Смерть Вазир-Мухтара (1928).
- Дмитрий Кедрин. Грибоедов: стихотворение (1936).
- Архипов, Николай Архипович. Дипломат его величества: Драма в 5 д. / Николай Архипов. — Москва: Центр. бюро по распространению драматургич. продукции Цедрам, 1935 (типо-лит. им. Воровского). — 64 с.
- Ермолинский, Сергей Александрович. Грибоедов: Драма. — Москва: Искусство, 1952. — 96 с.
- Попов, Николай Васильевич. Путник: Повесть о Грибоедове. — [Ярославль]: изд. и тип. Яросл. обл. изд-ва, 1947. — 212 с.
- Есенков, Валерий Николаевич. Дуэль четырёх: Ист. роман. — М.: АСТ: Астрель, 2004. — 589, [2] с. — (Золотая библиотека исторического романа) (Русские писатели. Грибоедов).
- Овчинников, Михаил Фёдорович. «Особая миссия»: Очерки о Грибоедове. — Ереван: Советакан грох, 1979. — 54 с.
- Торадзе, Давид Александрович. Песнь о Грибоедове: Из оперы «Невеста севера»: Для сопрано (Нина и женский хор) в сопровожд. ф.-п. / Либретто И. Нонешвили; Рус. текст М. Павловой. — Тбилиси: Груз. отд-ние Музфонда СССР, 1967. — 15 с.
- Хечинов, Юрий Евгеньевич. Жизнь и смерть Александра Грибоедова: [Ист.-док. роман]. — М.: Флинта: Наука, 2003. — 327 с.: ил. — ISBN 5-89349-531-4

## Память

### Памятники
- В Петербурге памятник А. С. Грибоедову (скульптор — В. В. Лишев, 1959 год) установлен на Пионерской площади (напротив Театра Юного зрителя)[50]
- В Москве памятник А. С. Грибоедову находится на Чистопрудном бульваре. Установлен в 1959 году
- В Великом Новгороде А. С. Грибоедов увековечен в памятнике «Тысячелетие России», в группе скульптур «Писатели и художники».
- В Алуште памятник А. С. Грибоедову установлен в 2002 году, к 100-летнему юбилею города.
- В Волгограде на средства армянской общины города установлен бюст А. С. Грибоедова (на улице Советской, напротив поликлиники № 3).
- Бюст А. С. Грибоедова установлен на фасаде Одесского театра оперы и балета.
- Памятник в центре Еревана (автор — Оганес Беджанян, 1974 год)[51].
- В Тбилиси памятник А. С. Грибоедову находится на набережной Куры (скульптор М. Мерабишвили, архитектор Г. Мелкадзе, 1961).
- В Тбилисском государственном русском драматическом театре им. А. С. Грибоедова 24 декабря 2018 года открыт памятник поэту работы З. К. Церетели[52].
- В Тегеране у здания российского посольства в 1912 году был установлен бронзовый памятник А. С. Грибоедову, созданный скульптором В. А. Беклемишевым на средства, собранные российской колонией[53].

### Музеи и галереи
- Государственный историко-культурный и природный музей-заповедник А. С. Грибоедова «Хмелита»[54].
- В Крыму, в Красной пещере (Кизил-Коба), в честь пребывания А. С. Грибоедова названа галерея.

### Улицы
Улицы им. Грибоедова есть во многих городах России и странах ближнего зарубежья.

### Театры
- Смоленский драматический театр имени А. С. Грибоедова[55].
- Тбилисский русский драматический театр имени А. С. Грибоедова.

### Библиотеки
- Библиотека национальных литератур имени А. С. Грибоедова.
- Центральная библиотека имени А. С. Грибоедова Централизованной библиотечной системы #2 ЦАО г. Москвы. К 100-летию со дня основания библиотеки в ней открыт мемориальный музей. Вручается премия имени А. С. Грибоедова.

### Кинематограф
- 1960 — Северная радуга, советский фильм, в роли А. С. Грибоедова — Лев Фричинский.
- 1969 — Смерть Вазир-Мухтара, советский телеспектакль поставленный в Ленинграде в 1969 году, но запрещенный к показу. В роли А. С. Грибоедова — Владимир Рецептер.
- 1995 — Грибоедовский вальс, художественный историко-биографический фильм Тамары Павлюченко. Снят к 200-летию со дня рождения А. С. Грибоедова и рассказывает о последних месяцах жизни. В роли А. С. Грибоедова — Александр Феклистов[56].
- 2010 — Смерть Вазир-Мухтара. Любовь и жизнь Грибоедова — российский телесериал 2010 года, снятый по мотивам одноимённого романа Юрия Тынянова о последнем годе жизни. В роли А. С. Грибоедова — Михаил Елисеев.
- 2014 — «Дуэль. Пушкинъ — Лермонтовъ» — российский фильм в стиле альтернативного мира. В роли выжившего старого Грибоедова — Вячеслав Невинный-младший.

### Другое
- 22 апреля 2014 года, в Санкт-Петербурге, Великой ложей России, была создана ложа «А. С. Грибоедов» (№ 45 в реестре ВЛР)[57].
- Общеобразовательная школа № 203 имени А. С. Грибоедова в Санкт-Петербурге.
- «Грибоедовские чтения».
- ГБОУ г. Москвы гимназия № 1529 имени А. С. Грибоедова.
- В Москве существует высшее учебное заведение — Институт международного права и экономики им. А. С. Грибоедова (Москва).
- Канал Грибоедова (до 1923 года Екатерининский канал) — канал в Санкт-Петербурге.
- Стипендия имени А. С. Грибоедова, учрежденная Ученым советом Московского государственного университета имени М. В. Ломоносова.[58]
- Самолёт Airbus 330—243 (VQ-BBF) авиакомпании Аэрофлот назван именем А. C. Грибоедова.
- 13 июля 1984 года в честь А. С. Грибоедова назван астероид (2837) Грибоедов, открытый в 1971 году советским астрономом Л. И. Черных.

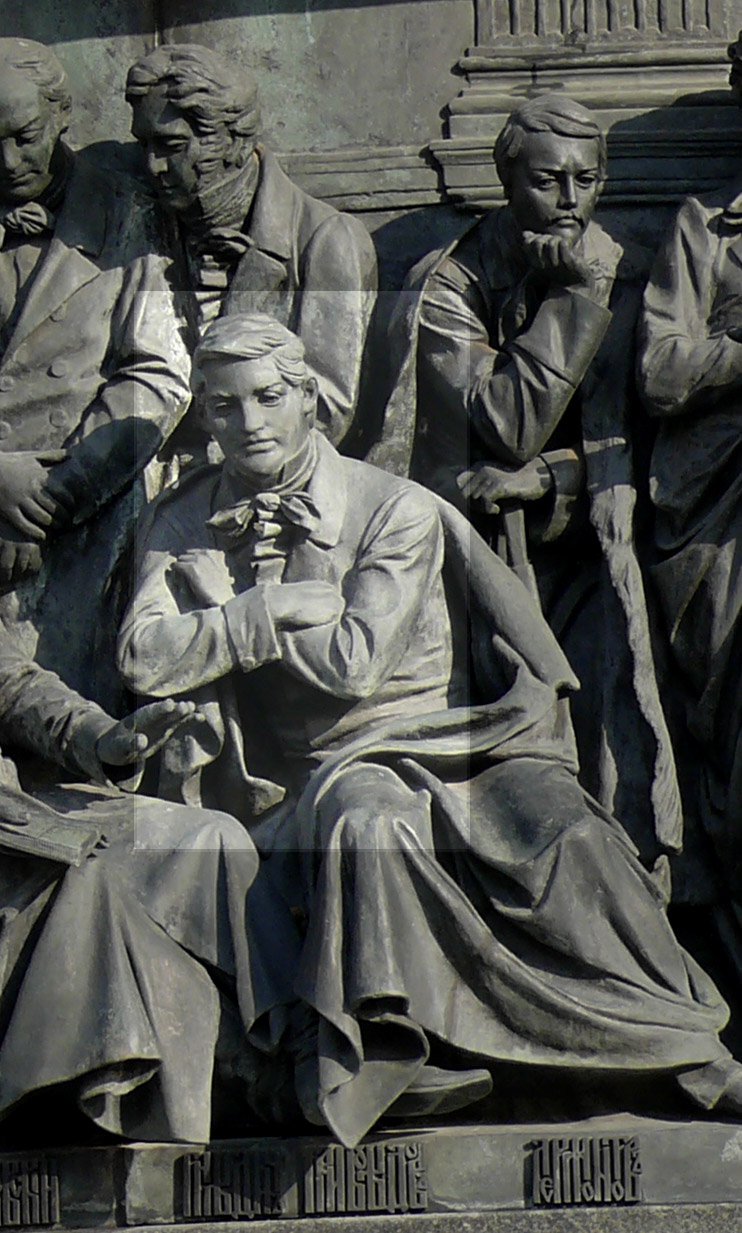
Горельеф Грибоедова на памятнике «1000-летие России» в Великом Новгороде
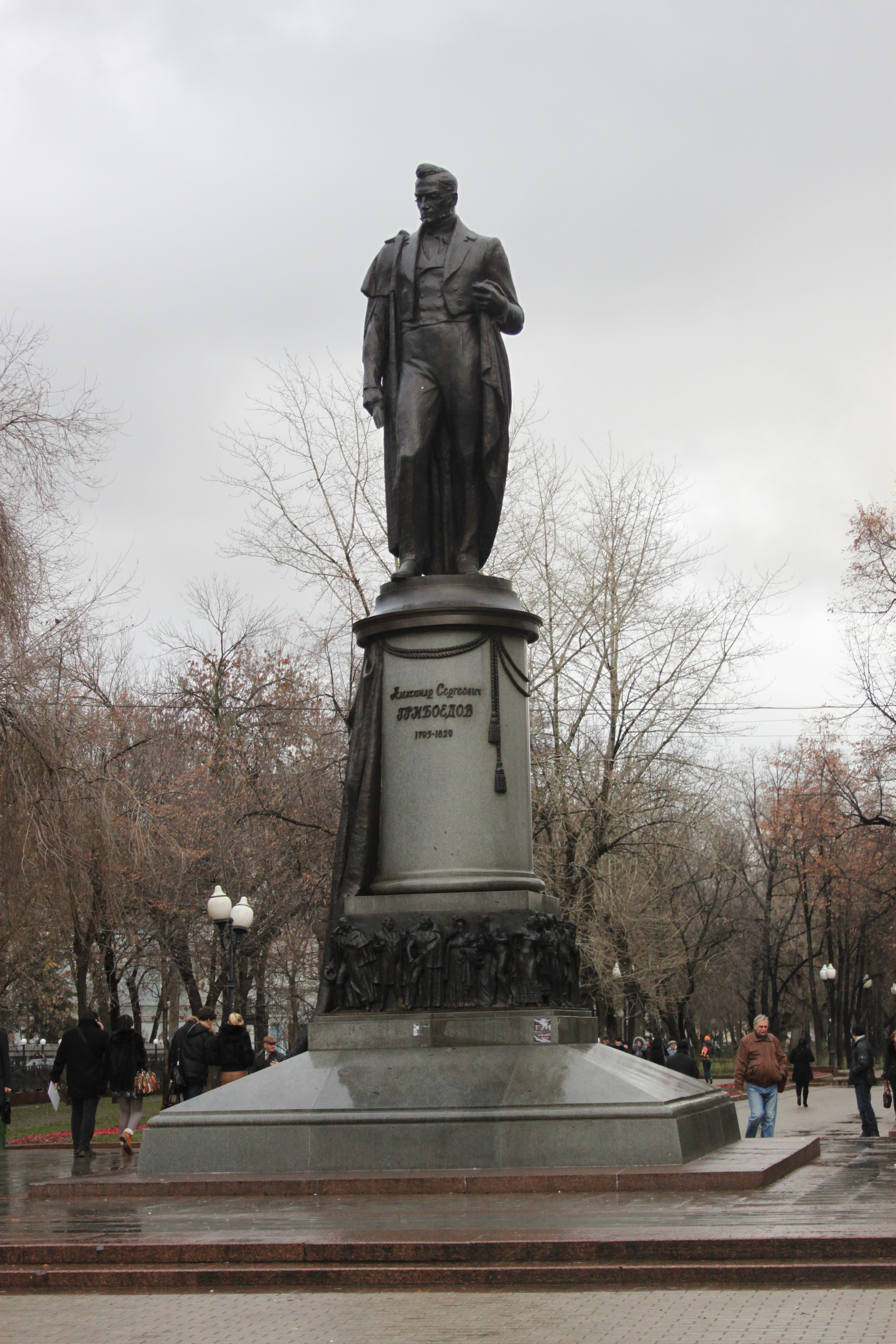
Памятник Грибоедову в Москве на Чистопрудном бульваре
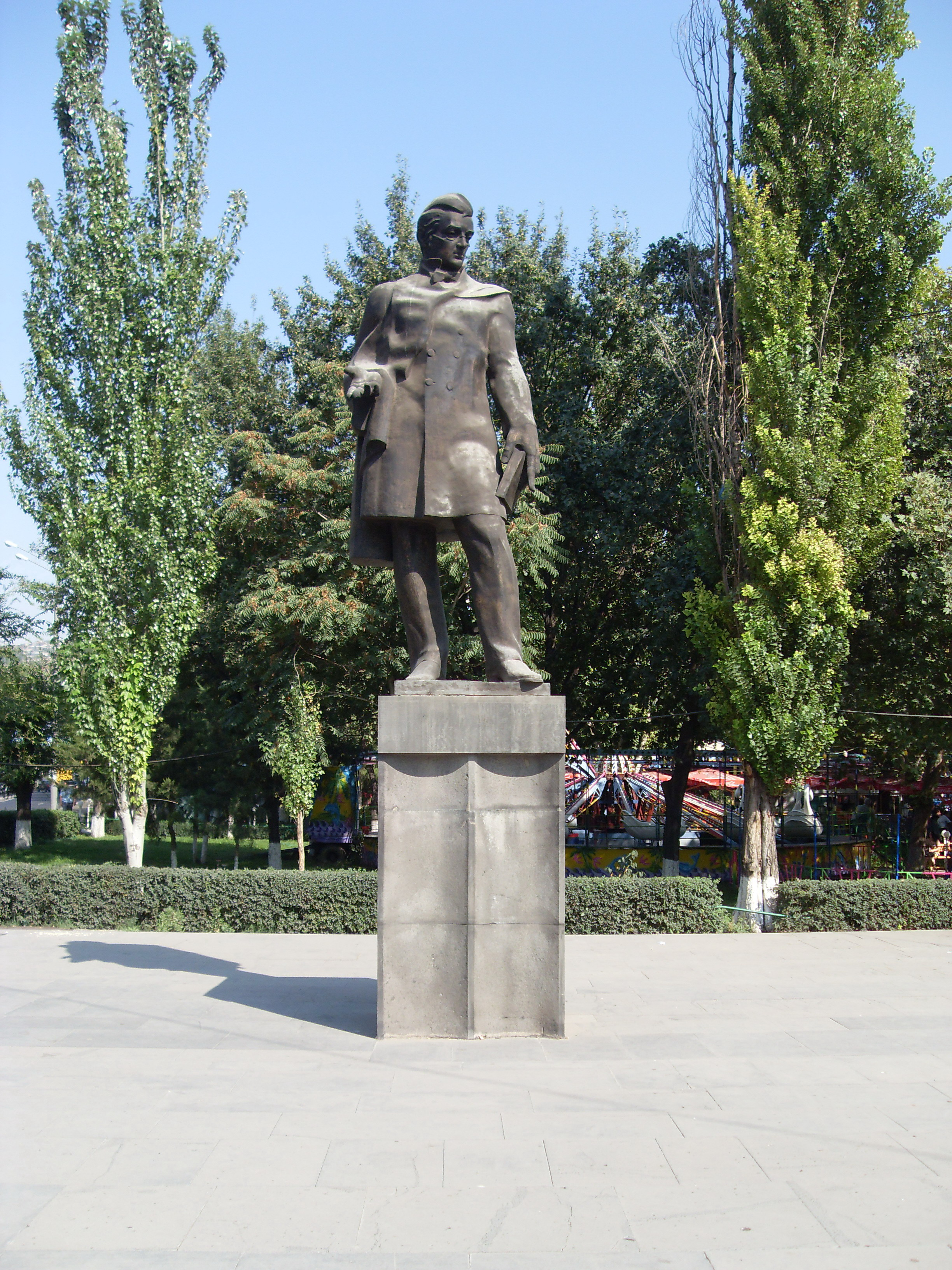
Памятник Грибоедову в Ереване (Армения)
Мемориальная доска Грибоедову в Санкт-Петербурге (Б. Морская ул., 14)

### В нумизматике

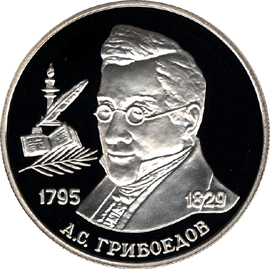
Памятная монета Банка России, посвящённая 200-летию со дня рождения А. С. Грибоедова. 2 рубля, серебро, 1995 год

- В 1995 году Центральным банком Российской Федерации была выпущена монета (2 рубля, серебро 500) из серии «Выдающиеся личности России» с изображением на реверсе портрета А. С. Грибоедова — к 200-летию со дня рождения[59].
- Медаль «А. С. Грибоедов 1795—1829 гг.» учреждена Московской городской организацией Союза писателей РФ и вручается писателям и литераторам, видным меценатам и известным издателям за подвижническую деятельность на благо русской культуры и литературы[60].

### В филателии
- В Советском Союзе марки с изображением Грибоедова выпускались в 1945, 1954 и 1959 годах[61].
- В 1995 году, к 200-летию со дня рождения, была выпущена почтовая марка России[62].
- Этому же событию посвящена марка Почты Армении[63].

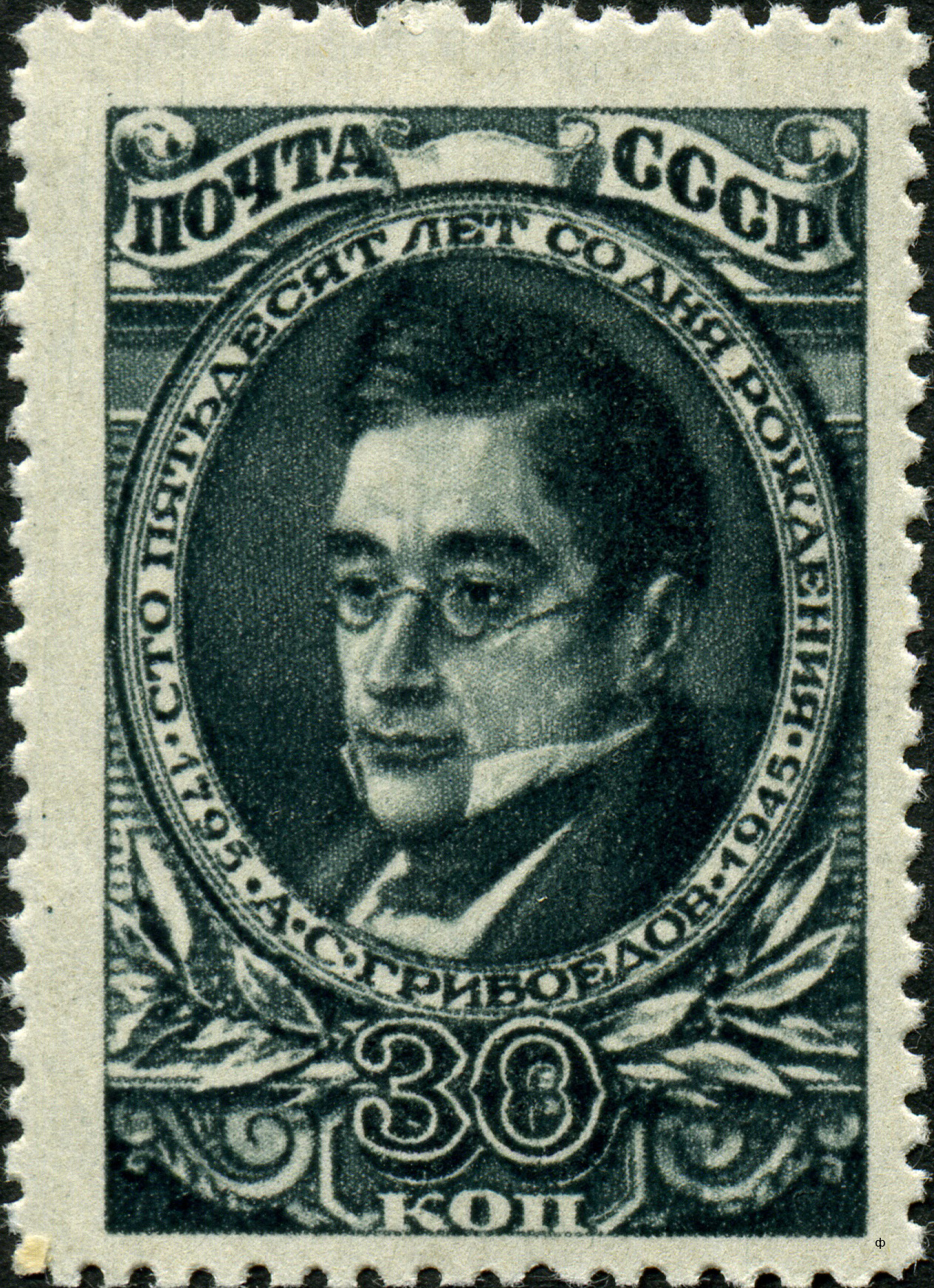
Почтовая марка СССР 1945 год. К 150-летию со дня рождения А. С. Грибоедова
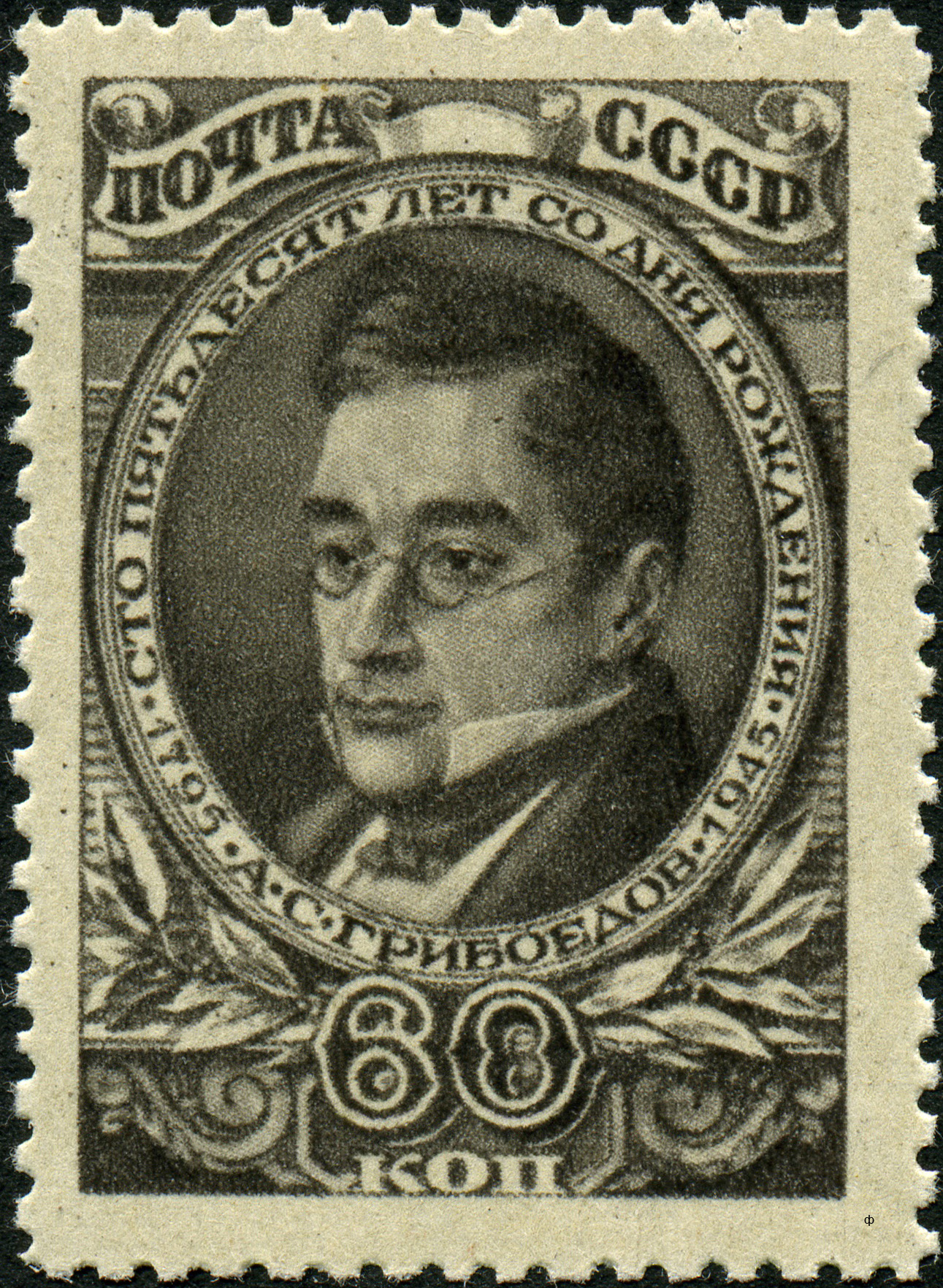
Почтовая марка СССР 1945 год. К 150-летию со дня рождения А. С. Грибоедова
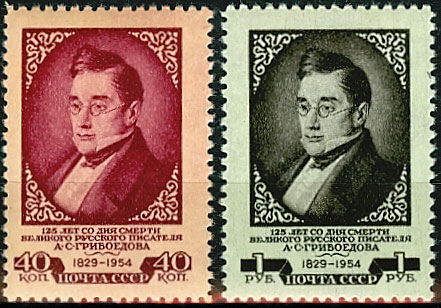
Почтовые марки СССР 1953 год. К 125-летию со дня смерти А. С. Грибоедова
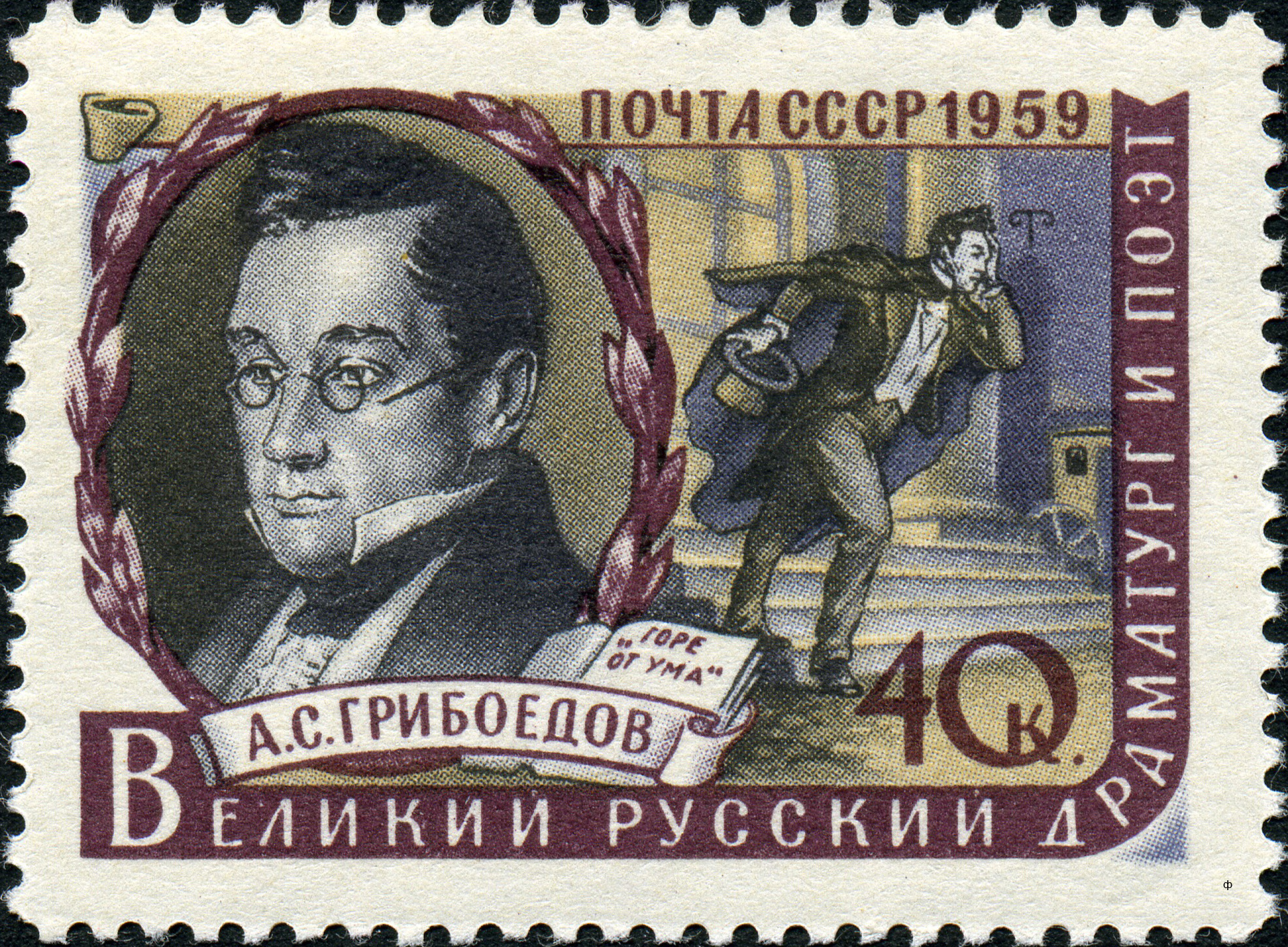
Почтовая марка 1959 год
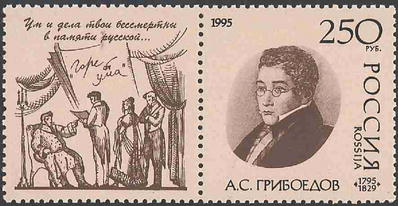
Почтовая марка России 1995 год

## Адреса в Санкт-Петербурге
- 11.1816 — 08.1818 года — доходный дом И. Вальха — набережная Екатерининского канала, 104
- 01.06. — 07.1824 года — гостиница «Демут» — набережная реки Мойки, 40
- 08 — 11.1824 года — квартира А. И. Одоевского в доходном доме Погодина — Торговая улица, 5
- 11.1824 — 01.1825 года — квартира П. Н. Чебышева в доходном доме Усова — Николаевская набережная, 13
- 01 — 09.1825 года — квартира А. И. Одоевского в доходном доме Булатова — Исаакиевская площадь, 7
- 06.1826 года — квартира А. А. Жандра в доме Егермана — набережная реки Мойки, 82
- 03 — 05.1828 года — гостиница «Демут» — набережная реки Мойки, 40
- 05 — 06.06.1828 года — дом А. И. Косиковского — Невский проспект, 15